# Alps Japonesos
Els Alps Japonesos (日本アルプス) són una serralada muntanyosa al Japó que divideix l'illa de Honshu. Consisteix en les muntanyes Hida (飞騨山脉), les muntanyes Kiso (木曽山脉) i les muntanyes Akaishi (赤石山脉). Aquesta cadena muntanyosa té diversos pics que sobrepassen els 3.000 m d'altitud.
El nom va ser encunyat per l'arqueòleg William Gowland, i després popularitzat per Walter Weston (1861–1940), un missioner anglès, encara que Gowland inicialment només es referia a les Muntanyes Hida. Walter Weston té una placa commemorativa a Kamikochi.
Els cims més alts després del Mont Fuji estan en aquesta serralada, els més alts són el Hotaka-dake (3.190 m) i el Kita-dake (3.193 m).
El Mont Ontake a la prefectura de Nagano és un lloc de pelegrinatge i un volcà actiu, amb erupcions el 1979 i 1980.